# Med pelarstoder tolv står Herrens helga kyrka
Med pelarstoder tolv står Herrens helga kyrka är en psalm av Edvard Evers från 1914 som Britt G. Hallqvist bearbetade 1983. 
Melodin är en tonsättning av Johann Crüger från 1648 som enligt Koralbok för Nya psalmer, 1921 också används för psalmen Nu tacken Gud, allt folk. Ursprunget till tonsättningen är en komposition från Leipzig publicerad 1630/1636, möjligen skapad av Martin Rinkart.

## Publicerad som
- Nr 529 i Nya psalmer 1921, tillägget till 1819 års psalmbok under rubriken "Kyrkan och nådemedlen: Kyrkans och hennes uppgift".
- Nr 164 i 1937 års psalmbok under rubriken "Kyrkan".
- Nr 369 i Den svenska psalmboken 1986 under rubriken "Kyrkan".